# Клавікорд

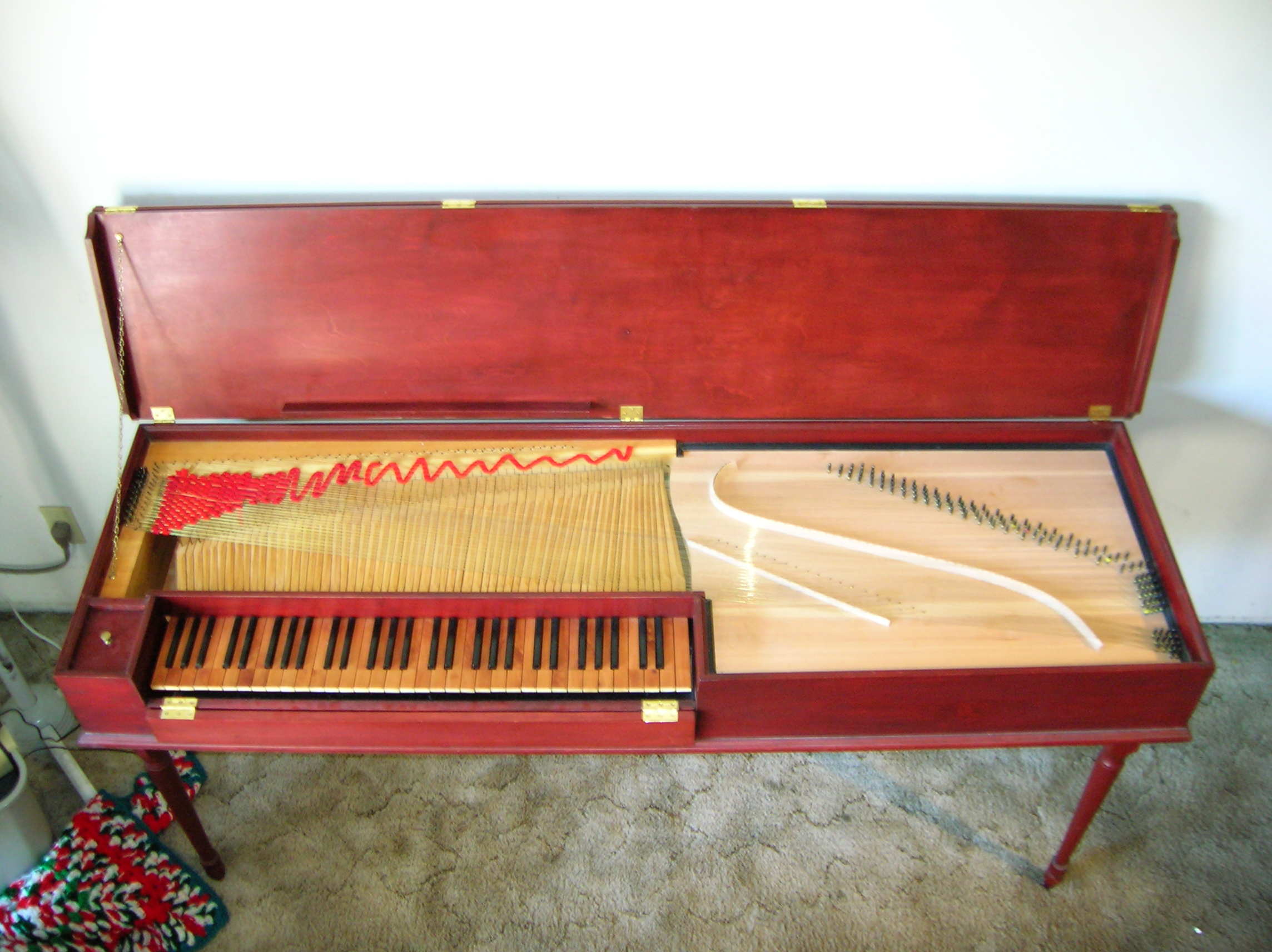
Клавікорд

Клавікорд (лат. clavis — ключ та грец. chorde — струна) — клавішно-струнний музичний інструмент XV–XVIII ст. Клавіші клавікорду приводять у дію механізм металевих штифтів (тангентів), які досягають звучання шляхом натиску на струну.